# راه پنهان
راه پنهان فیلمی ایرانی به کارگردانی بهروز سبط رسول محصول سال ۱۳۹۵ است.

## بازیگران
| بازیگر         | نقش         |
| -------------- | ----------- |
| جاهد حبیب زاده | بهنام       |
| مهری آل آقا    | مادر        |
| شیوا مکی نیان  | صاحب کارواش |
| کمیل علیپور    | دستیار      |
| بهروز سبط رسول | شاکی        |

## خلاصه داستان
بهنام جوانی است که برای مدل شدن به تهران می‌آید. بعد از پاره‌ای از مشکلات، او برای امرار معاش در یک کارواش مشغول به کار می‌شود. کارواش در حال از دست دادن مشتریان خود است، بهنام مشتریان کارواش را با یک سری حرکات موزون جذب می‌کند. یک شخص ناشناس متوجه استعداد او می‌شود و بعد از گذشتن از راه‌های سخت رویای او برای تبدیل شدن به یک مدل به حقیقت می‌پیوندد.

## عوامل
دستیار کارگردان: شهرام وثوق حجازی،طراح صحنه: کیمیا سبط رسول،طراح گریم: سوسن سلامت،آهنگساز: گروه بلوز تهران، مترجم:حسن شرف‌الدین

## فیلم‌شناسی
| بهروز سبط رسول | بهروز سبط رسول | بهروز سبط رسول               | بهروز سبط رسول | بهروز سبط رسول |
| زمان فیلم      | نام فیلم       | نقش                          | سال ساخت       | جوایز و افتخارات |
| -------------- | -------------- | ---------------------------- | -------------- | --- |
| ۶۰ دقیقه       | راه پنهان      | نویسنده، تهیه‌کننده، کارگردان | ۱۳۹۵           | - بهترین فیلم جشنواره فیلم کالیفرنیا ۲۰۱۵ (HIFF) - بهترین کارگردانی از جشنواره فیلم سان فرانسیسکو ۲۰۱۵ (WFF) - منتخب جشنواره فیلم لس آنجلس ۲۰۱۶ (LIFF) - منتخب جشنواره فیلم هالیوود فیلم آمریکا ۲۰۱۶ (HIMF) - منتخب جشنواره فیلم لهستان ۲۰۱۵ (GRAND OFF) - منتخب جشنواره فیلم INDEWISE آمریکا ۲۰۱۶ - منتخب جشنواره فیلم آسیائی چین ۲۰۱۶ (AIFF) - منتخب جشنواره فیلم expocinema ایتالیا (۲۰۱۷) |